# Anas gracilis
La cerceta gris (Anas gracilis) es un miembro del género Anas ampliamente distribuido por los humedales deis a Nueva Guinea, Australia, Nueva Zelanda, Vanuatu y las islas Salomón.